# مارسيو ماكسيمو
مارسيو ماكسيمو (بالبرتغالية: Márcio Máximo‏) هو لاعب كرة قدم وصحفي ومدرب كرة قدم برازيلي، ولد في 29 أبريل 1962 في ريو دي جانيرو في البرازيل.